# Agrippinus (Heermeister)
Agrippinus war ein weströmischer Offizier (magister militum) im 5. Jahrhundert.
Agrippinus war Gallorömer und fungierte wohl seit 452 als Militärkommandeur in Gallien. Hydatius von Aquae Flaviae bezeichnet ihn im Hinblick auf einen Brief des Bischofs Euphronius von Autun zwar nur als comes (Hydatius, s. a. 451), Agrippinus hat aber sehr wahrscheinlich das Amt des Heermeisters bekleidet. 457 wurde er von Kaiser Majorian aufgrund von Verratsvorwürfen seines Amtes enthoben, aber offenbar anschließend begnadigt. An seiner Stelle wurde Majorians Freund Aegidius, ebenfalls ein Gallorömer und ein Rivale des Agrippinus, mit dem Militärkommando in Gallien betraut. Aegidius agierte durchaus erfolgreich, doch nach der Ermordung Majorians durch Ricimer im Jahr 461 überwarf er sich mit der weströmischen Regierung und etablierte in Nordgallien einen eigenen Herrschaftsbereich. Nun wurde Agrippinus wieder als gallischer Heermeister eingesetzt und übergab in dieser Funktion 461/62 die Stadt Narbo an die Westgoten, die dafür gegen Aegidius vorgehen sollten. Anschließend wird er in den Quellen nicht mehr erwähnt.